# ВВЕР
ВВЕР (рус. Водо-водяной энергетический реактор) је серија реактора са водом под притиском која се развила и користила претежно у Совјетском Савезу, данас Руска Федерација.
Дизајн овог реактора је много скупљи у односу на остале реакторе у Совјетском Савезу, стога је Совјетски Савез изабрао јефтинију и једноставнију варијанту графитом модериран реактор РБМК. Предност тог реактора је пре свега што се за време рада реактора може мењати гориво, што збачи да реактор не мора да се гаси на неколико недеља као што је случај са ВВЕР, где за време рада не може да се мења уранијум. 
Прве варијанте ових реактора су биле пре 1970. године. Најчешћи је дизајн означен као ВВЕР-440, модел В230, који користи шест примарних прстена за хлађење, сваки са хоризонаталним парним генератором. После ове варијанте, производи се модел В213, где су спроведени систем за хитно хлађење језгра реактора и унапређен систем у случају инцидената. Касније, после 1975. године, произведени су реактори већих размера, као што је ВВЕР-1000, који има четири примарна система хлађења.
Руска скраћеница у преводу значи да је то реактор који је хлађен водом, и водом модериран енергетски реактор. Спада у реакторе са водом под притиском. Гориво, уранијум диоксид, је ниско обогаћено (око 2,4-4,4% уранијумом 235), сабијено у таблетама које чине горивне шипке. Ове шипке се налазе директно у води која је под притиском од око 15 MPa тако да не може да дође до узвирања воде. Цео реактор је смештем у масивном гвозденом оклопу под притиском. 
Интензитет нуклеарне реакције се контролише помоћу контролних шипки које се вертикално убацују у реактор. Шипке су направњене од материјала који добро апсорбује неутроне, тако се контролише нуклеарна реакција у језгру реактора.

## Примарни систем хлађења
Као што је горе наведено већ, вода примарног система се налази под високим притиском како би се избегло узвирање воде у реактору. С обзиром да ова вода одводи највећи део енергије из реактора, и стога је радиоактивна, битно је да буде добро одвојена од осталих компоненти.
У овом колу су важне 4 чињенице:
1. Вода, која циркулише око горива у реактору, одводи одређену количину топлоте.
2. Вода се мора налазити под константним притиском, зато су инсталирани регулатори притиска.
3. Парни генератор је хоризонталан. Вода примарног прстена тј. кола се користи за узвирање воде секундарног кола.
4. Пумпа регулише адекватну циркулацију воде у прстену.

## Секундарни систем хлађења
Важно за друго коло хлађења је:
1. Парни генератор. Секундарна вода ври, одводећи одређену количину топлоте из примарног прстена. Пре него што се одведе до парног генератора, из паре се уклања преостала вода тако да се добија сува пара.
2. Експанзија на турбини је подељена на два дела. Први део је део са нижим притиском други са вишим. Турбина је повезана са парним генератором. Како би се спречила кондензација, пара је прегревана између ова два дела турбине.
3. Кондензатор: Пара се овде хлади и кондензује и тако предаје количину топлоте прстену за хлађење.
4. Машина за отклања гасове из система за хлађење.
5. Пумпа која омогућава да вода циркулише, се покреће помоћу сопствене мале парне турбине.

## Делимичан списак ВВЕР у свету
| Нуклеарна електрана | Земља              | Реактор                                                               | Белешка                                                            |
| ------------------- | ------------------ | --------------------------------------------------------------------- | ------------------------------------------------------------------ |
| Балаково            | Руска Федерација   | 4 реактора; ВВЕР-1000/В320 (2 реактора; ВВЕР-1000/В320)               | Пети реактор је још увек у плану, а шести је 1993. године затворен |
| Белене              | Бугарска           | (2 реактора; ВВЕР-1000/В446B)                                         |                                                                    |
| Бохунице            | Словачка Република | 4 реактора; ВВЕР-440                                                  | Одвојена на два дела, В-1 и В-2 сваки са по два реактора.          |
| Дуковани            | Чешка Република    | 4 реактора; ВВЕР 440/В213                                             |                                                                    |
| Калињнинска         | Руска Федерација   | 3 реактора; ВВЕР-1000/В338 (1 реактор; ВВЕР-1000/В338)                |                                                                    |
| Кољска              | Руска Федерација   | 4 реактора; ВВЕР 440/В230                                             |                                                                    |
| Козлодуј            | Бугарска           | 2 реактора; ВВЕР-1000                                                 | 4 реактора; ВВЕР-440/В230 Затворен                                 |
| Ловиса              | Финска             | 2 реактора; ВВЕР-440                                                  |                                                                    |
| Моховце             | Словачка Република | 2 реактора; ВВЕР 440/В213 (2 реактора; ВВЕР 440/В213)                 | Реактори 3 и 4 планирани, могућ рад до 2012. године                |
| Пакс                | Мађарска           | 4 реактора; ВВЕР-440/В213                                             |                                                                    |
| Ровенска            | Украјина           | 2 реактора; ВВЕР-440/В213 1 реактор; ВВЕР-1000 (1 реактор; ВВЕР-1000) | Последњи реактор је планиран                                       |
| Темелин             | Чешка Република    | 2 реактора; ВВЕР 1000/В320                                            |                                                                    |
| Запорожје           | Украјина           | 6 реактора; ВВЕР-1000                                                 | Највећа нуклеарна електрана у Европи                               |